# سد روغون
سد روغون هو سد ردمي قيد الإنشاء على نهر فخش جنوب طاجيكستان ويبعد حوالي 110 كم عن مدينة دوشنبه. بدأ بناء السد خلال العصر السوفيتي في 1976 لكن تم التخلي عن المشروع عقب انهيار الاتحاد السوفيتي ومن ثم تم استئناف المشروع من قبل الحكومة الطاجيكية في 2017  وتم تشغيل أول وحدة لمحطة الطاقة في نوفمبر 2018.